# ونستهلی
ونستهلی (به انگلیسی: Vanasthali) یک زیستگاه انسانی در هند است که در Tonk district واقع شده‌است.

## خصوصیات
ونستهلی ۶٬۶۷۶ نفر جمعیت دارد.